# The Fighting Brothers
Pour plus de détails, voir Fiche technique et Distribution.
The Fighting Brothers est un court métrage muet américain de John Ford, sorti en 1919.

## Fiche technique
- Titre original : The Fighting Brothers
- Réalisation : John Ford
- Scénario : George Hively
- Photographie : John W. Brown
- Société de production : The Universal Film Manufacturing Company
- Société de distribution : The Universal Film Manufacturing Company
- Pays de production :  États-Unis
- Langue originale : anglais
- Format : noir et blanc — 35 mm — 1,37:1 — Muet
- Genre : Western
- Durée : 2 bobines
- Date de sortie :
  - États-Unis : 1er mars 1919
- Licence : domaine public

## Distribution
- Pete Morrison : Shérif Pete Larkin
- Hoot Gibson : Lonnie Larkin
- Yvette Mitchell : Conchita
- Jack Woods : Ben Crawly
- Duke R. Lee : Slim